# Druckkündigung
Eine Druckkündigung liegt vor, wenn der Arbeitgeber zunächst eine Kündigung nicht beabsichtigt, sich jedoch dem Druck von Seiten der Kundschaft oder der Belegschaft beugt. Sie ist von der Eigenkündigung des Arbeitnehmers infolge Mobbings zu unterscheiden.
Diese Art der Kündigung wird von der Rechtsprechung nur in engen Grenzen zugelassen. Sie wird ausgesprochen, wenn schwere wirtschaftliche Schäden zu erwarten sind und nach Ausschöpfung aller rechtlichen Mittel der Druck nicht nachlässt.	
Eine Druckkündigung ist jedoch nicht zulässig, wenn der Arbeitgeber selber die Situation geschaffen hat.